# Cronologia egípcia convencional
La cronologia egípcia convencional representa el consens dels experts sobre la cronologia dels governants de l'antic Egipte, tenint en compte els estudis acceptats durant el segle xx, però sense incloure cap de les principals propostes de revisió que també s'han fet durant aquest temps.
Aquest article conté la llista dels faraons de l'antic Egipte des del període predinàstic d'Egipte fins al final de la dinastia ptolemaica, quan es va convertir en una província de l'antiga Roma per Cèsar August l'any 30 aC.
Totes les dates de la cronologia són abans de Crist (aC).
Les dates de les dinasties XXI a la XXVI són de Kenneth Kitchen (1973), complementat per Ian Shaw (2000). Hi ha una discrepància de 60 anys entre les dates proposades per aquests dos autors. No hi ha cap intent d'eliminar aquesta discrepància en la cronologia i és presentada combinada.

## Existència de llistes dels primers faraons
Els textos de les antigues llistes existents dels primers faraons són incomplets:
- Pedra de Palerm
- Papir de Torí
- Manetho (Història d'Egipte)
- Llista d'Abidos
- Llista reial de Karnak
- Llista de Saqqara

Archibald Sayce va donar diverses dades comparatives d'aquestes llistes en el seu llibre Els antics imperis d'Orient (1884), a més de les llistes que van fer Heròdot, Diodor de Sicília i Eratòstenes.

## Període predinàstic
El Període predinàstic de l'antic Egipte és el període anterior a la Dinastia I, és a dir, abans de la unificació del país i comprèn més o menys del 6000 aC al 3000 aC i correspon aproximadament al Neolític d'Egipte.
En els textos de la pedra de Palerm, el papir de Torí i la llista de reis de Manetho hi ha diferents versions dels noms dels reis-déus que van governar al principi segons la mitologia egípcia.
| Papir de Torí | Manetho (Equivalent grec) | Funció             |
| ------------- | ------------------------- | ------------------ |
| Ptah          | Hefest                    | Artesans i creació |
| Ra            | Hèlios                    | Sol                |
| Shu           | Sothis                    | Aire               |
| Geb           | Gea                       | Terra              |
| Osiris        | Hades                     | Mort i més enllà   |
| Seth          | Tifó                      | Caos               |
| Horus         | Ares                      | Guerra             |
| Thoth         | Atena                     | Coneixement        |
| Ma'at         |                           | Ordre              |

A aquests reis-déus els succeeixen diferents semidéus.
| Papir de Torí                   | Durada     | Manetho              | Durada     |
| Segona dinastia de Déus         | desconegut | Dinastia de Semidéus | desconegut |
| Dinastia dels Akhu (esperits)   | desconegut | 30 reis de Memfis    | 1790 anys  |
| Dinastia dels deixebles d'Horus | desconegut | 10 reis de Tinis     | 350 anys   |

## Període protodinàstic
El període protodinàstic, conegut també com a Dinastia 0, és considerada la fase final del període predinàstic a Egipte. Es tracta d'una denominació genèrica per referir-se als sobirans egipcis dels quals es coneix el nom i són anteriors a la Dinastia I, situat generalment entre els anys 3200 i 3000 aC. S'incloen els faraons del Baix Egipte i de l'Alt Egipte perquè van ser governats com a regnes separats.

### Baix Egipte
El Baix Egipte consistia en el nord del riu Nil i el Delta del Nil. La següent llista pot ser incompleta.
| Nom         | Comentari                                                 | Data        |
| ----------- | --------------------------------------------------------- | ----------- |
| Hsekiu      | Només conegut a partir de la pedra de Palerm              | ?           |
| Khayu       | Només conegut a partir de la pedra de Palerm              | ?           |
| Tiu         | Només conegut a partir de la pedra de Palerm              | ?           |
| Thesh       | Només conegut a partir de la pedra de Palerm              | ?           |
| Neheb       | Només conegut a partir de la pedra de Palerm              | ?           |
| Wazner      | Només conegut a partir de la pedra de Palerm              | c. 3100 aC? |
| Mekh        | Només conegut a partir de la pedra de Palerm              | ?           |
| Doble Falcó | Compulsat a través de troballes al Sinaí i al Baix Egipte | c. 3200 aC? |

### Alt Egipte
L'Alt Egipte consistia en la vall del riu Nil i el sud del seu delta. La següent llista potser no és completa (n'hi ha molts més d'existència incerta).
| Nom         | Imatge | Comentari                                                                           | Data        |
| ----------- | ------ | ----------------------------------------------------------------------------------- | ----------- |
| Escorpí I   |        | Una tomba antiga a Umm el-Qa'ab té un escorpí com a insígnia.                       | c. 3200 aC? |
| Iri-Hor     |        | Possiblement fou el predecessor de Ka.                                              | c. 3150 aC? |
| Horus-Ka    |        | També llegit com a Sekhen en lloc de Ka. Possiblement fou el predecessor de Narmer. | c. 3100 aC  |
| Rei Escorpí |        | Es pot llegir també com a Serket i possiblement fos el mateix Narmer.               | c. 3150 aC  |
| Narmer      |        | Rei que va governar l'Alt i el Baix Egipte.                                         | c. 3150 aC  |

## Període arcaic
El Període arcaic o Període tinita (de Tinis o Abidos, lloc d'origen dels faraons) és un període de la història de l'antic Egipte que correspon a la Dinastia I i II des d'aproximadament el 3150 fins al 2686 aC.

### Dinastia I
La Dinastia I va durar aproximadament entre el 3150 i el 2890 aC.
| Nom       | Imatge | Comentari                                                                             | Data              |
| --------- | ------ | ------------------------------------------------------------------------------------- | ----------------- |
| Narmer    |        | Es creu que es la mateixa persona que Menes i que va unificar l'Alt i el Baix Egipte. | c. 3150 aC        |
| Hor-Aha   |        |                                                                                       | c. 3050 aC        |
| Djer      |        |                                                                                       | 41 anys de regnat |
| Djet      |        |                                                                                       | 10 anys de regnat |
| Merneith  |        | Va ser una dona i regent de Den, però que hagués governat com a faraó.                |                   |
| Den       |        | És el primer faraó representat amb la corona doble d'Egipte.                          | 42 anys de regnat |
| Anedjib   |        |                                                                                       | 10 anys de regnat |
| Semerkhet |        |                                                                                       | 9 anys de regnat  |
| Qa'a      |        |                                                                                       | 2916?-2890 aC     |

Durant l'interregne entre la primera i la segona dinastia van governar dos faraons durant breu temps.
| Nom      | Imatge | Comentari         | Data       |
| -------- | ------ | ----------------- | ---------- |
| Sneferka |        | Regnat molt curt. | c. 2900 aC |
| «Ocell»  |        | Regnat molt curt. | c. 2900 aC |

### Dinastia II
La Dinastia II va durar aproximadante el 2890 i el 2686 aC.
| Nom           | Imatge | Comentari                                                                                           | Data                   |
| ------------- | ------ | --------------------------------------------------------------------------------------------------- | ---------------------- |
| Hotepsekhemwy |        | | 25 – 29 anys de regnat |
| Raneb         |        | El nom pot ser llegit tan Nebra com Raneb. Podria ser la mateixa persona que Weneg.                 | 10 – 14 anys de regnat |
| Ninetjer      |        | Possiblement va dividir Egipte entre els seus successors.                                           | 43 – 45 anys de regnat |
| Weneg         |        | Podria ser un governant independent o la meteixa persona que Sekhemib-Perenmaat o Raneb.            |                        |
| Senedj        |        | Possiblement fos la mateixa persona que Seth Peribsen.                                              |                        |
| Peribsen      |        | Pot haver governat només l'Alt Egipte i pot ser la mateixa persona que Senedj o Sekhemib-Perenmaat. |                        |
| Sekhemib      |        | Pot haver governat només el Baix Egipte, i pot ser la mateixa persona que Seth-Peribsen.            |                        |
| Khasekhem(wy) |        | Reunifica Egipte després d'un període de dificultats voltant al 2690 aC.                            | 17 – 18 anys de regnat |

## Regne Antic
El Regne Antic o l'Imperi Antic fou un període de la història de l'antic Egipte, entre les Dinasties III i VI, on l'estructura de l'estat s'esdevé centralitzada per la pèrdua del poder dels nomós en favor d'un poder central únic que abasta tot el país.

### Dinastia III
La Dinastia III va durar entre el 2686 i el 2613 aC.
| Nom        | Imatge | Comentari | Data |
| ---------- | ------ | --- | --- |
| Djoser     |        | Va encarregar la construcció de la primera piràmide d'Egipte, la piràmide esglaonada, construïda per Imhotep. | 19 o 28 anys de regnat c. 2670 aC; La datació basada en el carboni 14 indica que va regnar entre el 2691 i el 2625 aC |
| Sekhemkhet |        | Imhotep va participar en la seva piràmide inacabada en Saqqara.                                               | 2649-2643 aC |
| Sanakht    |        | Podria ser el mateix que Nebka.                                                                               | c. 2650 aC |
| Khaba      |        | Podria ser el mateix que Nebka i la seva piràmide no va ser finalitzada.                                      | 2643-2637 aC |
| Huni       |        | Podria ser el mateix que Qahedjet, i podia haver construït la piràmide de Meidum.                             | 2637-2613 aC |

### Dinastia IV
La Dinastia IV va durar entre el 2613 i el 2498 aC.
| Nom        | Imatge | Comentari | Data         |
| ---------- | ------ | --- | ------------ |
| Sneferu    |        | Va construir la piràmide de Meidum i la piràmide encorbada. També va construir la piràmide vermella, que es pot considerar com la primera autèntica piràmide. | 2613-2589 aC |
| Khufu      |        | Va construir la piràmide de Kheops. | 2589-2566 aC |
| Djedefra   |        | Va construir la piràmide d'Abu Rawash i es creu que va construir l'Esfinx de Guiza.                                                                           | 2566-2558 aC |
| Khafra     |        | Va construir la piràmide de Khefren | 2558-2532 aC |
|            |        | Aquí algunes autoritats afegeixen a Bakka, seguint al historiador Manetho                                                                                     |              |
| Menkaura   |        | Va ser el constructor de la piràmide de Micerí. | 2532-2503 aC |
| Shepseskaf |        | Va construir una mastaba, tencant així la tradició de la construcció de piràmides.                                                                            | 2503-2498 aC |

### Dinastia V
La Dinastia V va durar entre el 2498 i el 2345 aC.
| Nom         | Imatge | Comentari                                                                                           | Data         |
| ----------- | ------ | --------------------------------------------------------------------------------------------------- | ------------ |
| Userkaf     |        | Va ser enterrat en una piràmide de Saqqara i va construir el primer Temple Solar a Abusir al-Melek. | 2498-2491 aC |
| Sahure      |        | Va traslladar la Necròpolis Reial a Abusir al-Melek, mentre es construïa la seva piràmide.          | 2490-2477 aC |
| Nefererkare |        | | 2477-2467 aC |
| Shepsekare  |        | | 2467-2460 aC |
| Neferefre   |        | | 2460-2458 aC |
| Niuserre    |        | | 2445-2422 aC |
| Menkauhor   |        | | 2422-2414 aC |
| Djedkare    |        | | 2414-2375 aC |
| Unas        |        | En la seva piràmide es troben els primers textos de les piràmides.                                  | 2375-2345 aC |

### Dinastia VI
La Dinastia VI va durar entre el 2345 i el 2181 aC.
| Nom                   | Imatge | Comentari | Data         |
| --------------------- | ------ | --- | ------------ |
| Teti                  |        | Possiblement va ser assassinat pel seu successor.                                                                     | 2345–2333 aC |
| Userkare              |        | Va regnar entre 1 i 5 anys a costa d'haver usurpat el tron a Teti.                                                    | 2333–2332 aC |
| Pepi I                |        | | 2332–2283 aC |
| Merenre I             |        | | 2283–2278 aC |
| Pepi II               |        | Possiblement fins a 2224 aC, el que podria explicar els següents quatre reis.                                         | 2278–2184 aC |
| Merenre II            |        | Només s'esmenta en l'Enciclopèdia Oxford de l'Antic Egipte. Va regnar durant Pepi II, i possiblement era el seu fill. | 2200–2199 aC |
| Neferka               |        | Va regnar durant 2 anys, 1 mes i 1 dia, segons fica el papir de Torí.                                                 | 2197–2193 aC |
| Aba                   |        | Va regnar durant 4 anys i 2 mesos.                                                                                    | 2193–2176 aC |
| Faraó desconegut      |        | Aquí hi figura un faraó desconegut.                                                                                   |              |
| Merenre Nemtyemsaf II |        | Faraó incert. |              |
| Neitiqerty Siptah     |        | Aquest rei va poder haver estat confós en els últims anys amb Nitocris, una suposada dona governant.                  |              |

## Primer Període Intermedi
El Primer Període Intermedi, sovint descrit com un període fosc a la història de l'antic Egipte, va durar aproximadament cent anys, des de c. 2181 fins al 2055 aC, després del final del Regne Antic. S'hi inclouen les Dinasties VII, VIII, IX i X, i part de la Dinastia XI.

### Dinastia VII i VIII (combinats)
La Dinastia VII i la dinastia VIII va durar entre c. 2181 fins al 2160 aC.
Aquesta taula es basa en la llista d'Abidos del temple de Seti I. Només al voltant de dos o tres faraons són arqueològicament testificats per aquesta època breu, i es va acordar per tant que hagin existit en realitat. Tots els altres noms són sospitosos d'haver ser invents molt posteriorment per cobrir buits en el registre de l'edat fosca.
| Nom                 | Imatge | Comentari                                 | Data         |
| ------------------- | ------ | ----------------------------------------- | ------------ |
| Neferkare I         |        |                                           |              |
| Netjerkare          |        |                                           |              |
| Menkare             |        |                                           |              |
| Neferkare II        |        |                                           |              |
| Neferkare III Nebi  |        |                                           |              |
| Djedkare Shemu      |        |                                           |              |
| Neferkare IV Khendu |        |                                           |              |
| Merenhor            |        | Algunes autoritats posen a Merenhor aquí. |              |
| Neferkamin          |        |                                           |              |
| Nekare              |        |                                           |              |
| Neferkare V Tereru  |        |                                           |              |
| Neferkahor          |        |                                           |              |
| Neferkare VI        |        |                                           |              |
| Sneferkare Annu     |        |                                           |              |
| Ibi I               |        | Enterrat a una piràmide en Saqqara.       | 2169–2167 aC |
| Nefererkare II      |        |                                           | 2167–2163 aC |
| Neferkauhor         |        |                                           | 2163–2161 aC |
| Neferirkare         |        |                                           | 2161–2160 aC |

### Dinastia IX
La Dinastia IX va durar entre el 2160 i el 2130 aC. El papir de Torí descriu uns 18 reis de la IX i X dinastia. D'aquests, 12 s'han perdut i 4 són parcials.
| Nom                 | Imatge | Comentari                                             | Data      |
| ------------------- | ------ | ----------------------------------------------------- | --------- |
| Khety I (Akthoy I)  |        | Manetho afirma que Akthoy va fundar aquesta dinastia. | 2160–? aC |
| Faraó desconegut    |        | Aquí figura un faraó desconegut.                      |           |
| Neferkare III (VII) |        |                                                       | ?         |
| Khety II (Aktoy II) |        |                                                       | ?         |
| Senenh-; o Setut    |        |                                                       | ?         |
| Faraó desconegut    |        | Aquí figura un faraó desconegut.                      | ?         |
| Faraó desconegut    |        | Aquí figura un faraó desconegut.                      | ?         |
| Faraó desconegut    |        | Aquí figura un faraó desconegut.                      | ?         |
| Faraó desconegut    |        | Aquí figura un faraó desconegut.                      | ?         |

### Dinastia X
La Dinastia X era un grup local que dominava el Baix Egipte i que va governar entre el 2130 i el 2040 aC.
| Nom                   | Imatge | Comentari | Data      |
| --------------------- | ------ | --------- | --------- |
| Meryhathor            |        |           | 2130–?    |
| Neferkare IV (VIII)   |        |           | ?         |
| Khety III (Aktoy III) |        |           | ?         |
| Merykare              |        |           | ?–2040 aC |

### Dinastia XI (només aTebes)
La Dinastia XI era un grupo local de l'Alt Egipte que va governar entre el 2134 i el 1991 aC. La Dinastia XI es va originar a partir de nomarques de Tebes que van servir als faraons de les dinasties VIII, IX i X.
| Nom                     | Imatge | Comentari | Data |
| ----------------------- | ------ | --- | ---- |
| Intef el Vell o Iry-pat |        | Fou un nomarca tebà que servia a un rei desconegut i que després fou considerat com a fundador de la Dinastia XI. |      |

A partir de Mentuhotep I, els successors d'Intef el Vell es van independitzar dels seus amos del nord i eventualment van conquerir Egipte sota el regnat de Mentuhotep II.
| Nom          | Imatge | Comentari                                                             | Data         |
| ------------ | ------ | --------------------------------------------------------------------- | ------------ |
| Mentuhotep I |        | Era un nomarca tebà, pero que podia haver governat amb independència. | ?–2134 aC    |
| Antef I      |        | Primer membre de la dinastia que reclama el nom d'Horus.              | 2134–2117 aC |
| Antef II     |        | Conqueridor d'Abidos.                                                 | 2117–2069 aC |
| Antef III    |        |                                                                       | 2069–2060 aC |

## Imperi Mitjà
L'Imperi Mitjà, també anomentat Regne Mitjà (c. 2050-1750 aC) s'inicia amb la unificació d'Egipte sota Mentuhotep II, a mitjans de la Dinastia XI. Aquesta època comprèn la segona part de la Dinastia XI i la Dinastia XII.

### Dinastia XI (totEgipte)
La segona part de la dinastia XI està inclosa en l'Imperi Mitjà.
| Nom            | Imatge | Comentari | Data         |
| -------------- | ------ | --- | ------------ |
| Mentuhotep II  |        | Va conquerir tot Egipte al voltant del 2015 aC i comença l'Imperi Mitjà.                                                                     | 2060–2010 aC |
| Mentuhotep III |        | Envia la primera expedició al País de Punt.                                                                                                  | 2010–1998 aC |
| Mentuhotep IV  |        | Obscur faraó que no apareix a les llistes i no se sap on és la seva tomba. Pot haver estat enderrocat pel seu visir i successor Amenemhat I. | 1997–1991 aC |

### Dinastia XII
La Dinastia XII va durar entre el 1991 i el 1802 aC, i posteriorment els egipcis la van considerar com la més gran de les seves dinasties.
| Nom                          | Imatge | Comentari                                                                                     | Data         |
| ---------------------------- | ------ | --------------------------------------------------------------------------------------------- | ------------ |
| Amenemhat I                  |        | Va prendre el poder després enderrocar Mentuhotep IV. Va morir assassinat.                    | 1991–1962 aC |
| Senusret I (Sesostris I)     |        | Va construir la Capella Blanca a Karnak.                                                      | 1971–1926 aC |
| Amenemhat II                 |        |                                                                                               | 1929–1895 aC |
| Senusret II (Sesostris II)   |        |                                                                                               | 1897–1878 BC |
| Senusret III (Sesostris III) |        | Va ser el faraó més poderós de l'Imperi Mitjà.                                                | 1878–1860 aC |
| Amenemhat III                |        |                                                                                               | 1860–1815 aC |
| Amenemhat IV                 |        |                                                                                               | 1815–1807 aC |
| Sobekneferu                  |        | Al morir el seu marit Amenemhat IV, fou proclamada reina però com a regent d'un menor d'edat. | 1807–1802 aC |

### Dinastia XIII
La Dinastia XIII (segons el papir de Torí) va durar entre el 1802 fins al voltant del 1649 aC, i va durar uns 153 o 154 anys segons l'historiador Manethó.
| Nom                    | Imatge | Comentari | Data                                                      |
| ---------------------- | ------ | --- | --------------------------------------------------------- |
| Sobekhotep I o Wegaf   |        | Va fundar la Dinastia XIII. El seu regnat està ben testificat i va ser conegut com Sobekhotep I en la hipòtesi dominant, i com Sobekhotep II en els estudis més antics. | 1802–1800 aC                                              |
| Sebenef                |        | Potser un germà de Sobekhotep I i fill d'Amenemhat IV . | 1800-1796 aC                                              |
| Nerikare               |        | | 1796 aC                                                   |
| Amenemhet V            |        | | 1796–1793 aC                                              |
| Ameni Qemau            |        | Enterrat a la piràmide d'Ameni al sud de Dashur. | 1795–1792 aC                                              |
| Hotepibre              |        | També anomentat Sehotepibre. | 1792–1790 aC                                              |
| Iufeni                 |        | Conegut només pel papir de Torí. | Regnat molt curt, possiblement entre c. 1790 i el 1788 aC |
| Amenemhet VI           |        | | 1788–1785 aC                                              |
| Nebnun Semenkare       |        | | 1785–1783 aC o 1739 aC                                    |
| Sehotepibre            |        | | 1783–1781 aC                                              |
| Sewadjkare             |        | Conegut només pel papir de Torí. |                                                           |
| Nedjemibre             |        | Conegut només pel papir de Torí. | 7 mesos, al 1780 aC o 1736 aC                             |
| Sobekhotep I           |        | Conegut com a Sobekhotep II en la hipòtesi dominant, i conegut com a Sobekhotep I en estudis anteriors.                                                                 | 1780–1777 aC                                              |
| Reniseneb              |        | Va regnar 4 mesos. | 1777 aC                                                   |
| Hor I                  |        | Famós per haver-se trobat intacte el tresor de la seva tomba i per l'estàtua de Ka.                                                                                     | Va regnar 1 any i 6 mesos, 1777–1775 aC                   |
| Sekhemre Kutawire      |        | Possiblement fill d'Hor I. | 1775–1772 aC                                              |
| Djedkheperew           |        | Possiblement fill d'Hor I i germà de Khabaw, identificat prèviament com a Khendjer.                                                                                     | 1772–1770 aC                                              |
| SebKay                 |        | Possiblement van ser dos reis, Seb i el seu fill Kay. |                                                           |
| Amenemhet VII          |        | Un rei molt conegut testificat en nombroses esteles i molts documents.                                                                                                  | 1769–1766 aC                                              |
| Wegaf                  |        | Fundador de la dinastia, segons els antics estudis. | c. 1767 aC                                                |
| Khendjer               |        | Constructor de la piràmide de Khendjer a Saqqara. | Va governar un mínim de 4 anys i 3 mesos c. 1765 aC       |
| Imira-mesha            |        | | Va regnar almenys 10 anys a partir de 1759 aC o 1711 aC.  |
| Antef V                |        | | ?                                                         |
| Seth I Meribra         |        | | ?                                                         |
| Sobekhotep III         |        | | c. 1755–1751 aC                                           |
| Neferhotep I           |        | | 1751–1740 aC                                              |
| Sihathor               |        | Regent efímer, va ser germà de Neferhotep I, però no va governar de forma independent.                                                                                  | 1739 aC                                                   |
| Sobekhotep IV          |        | | 1740–1730 aC                                              |
| Sobekhotep V           |        | | c. 1730 aC                                                |
| Sobekhotep VI          |        | | c. 1725 aC                                                |
| Ibiaw                  |        | | 1725–1714 aC o 1712–1701 aC                               |
| Merneferre Ay I        |        | Regnat més llarg de la dinastia (23 anys, 8 mesos i 18 dies). | 1701–1677 aC o 1714–1691 aC                               |
| Merhotepre Ini         |        | Possiblement un fill del seu predecessor. | 1677–1675 aC o 1691–1689 aC                               |
| Sankhenre Sewadjtu     |        | Apareix només al papir de Torí. | 1675–1672 aC                                              |
| Ined                   |        | Pot ser la mateixa persona que Neferhotep II. | 1672–1669 aC                                              |
| Sewadjkare Hori        |        | | Va regnar 5 anys                                          |
| Sobekhotep VII         |        | | 1664–1663 aC                                              |
| Sis Reis               |        | Noms perduts en que no s'han pogut llegir al papir de Torí. | 1663–? aC                                                 |
| Mer[...]re             |        | | ?                                                         |
| Merkheperre            |        | | En algun moment entre 1663 i 1649 aC                      |
| Merkare                |        | | En algun moment entre 1663 i 1649 aC                      |
| Nom perdut             |        | | ?                                                         |
| Sewadjare Mentuhotep V |        | | c. 1655 aC                                                |
| (...)mosre             |        | | ?                                                         |
| Ibi (...)maatre        |        | | ?                                                         |
| Hor(...) (...)webenre  |        | | ?                                                         |
| Se...kare              |        | | ?                                                         |
| Seheqenre Sankhptahi   |        | Pot ser el fill del seu predecessor. | ?                                                         |
| ...re                  |        | | ?                                                         |
| Se...enre              |        | | ?–1649 aC                                                 |

L'ordre dels següents reis pot ser incorrecta.
| Nom                | Imatge | Comentari                             | Data       |
| ------------------ | ------ | ------------------------------------- | ---------- |
| Dedumose I         |        | Possible rei de la Dinastia XVI.      | c. 1654 aC |
| Dedumose II        |        | Possible rei de la Dinastia XVI.      | ?          |
| Sewahenre Senebmiu |        |                                       | c 1660 aC  |
| Snaaib             |        | Possible rei de la dinastia d'Abidos. | ?          |

### Dinastia XIV
La Dinastia XIV de l'antic Egipte va durar entre el 1805 aC o c. 1710 aC fins al voltant del 1650 aC. La dinastia té un origen estranger (hicsos) segon es dedueix dels noms dels seus reis. La seva seu inicial fou Xois i després Àvaris.
| Nom               | Imatge | Comentari                                                | Data                                                                 |
| ----------------- | ------ | -------------------------------------------------------- | -------------------------------------------------------------------- |
| Yakbim Sekhaenre  |        | Posició cronològica incerta, aquí es dona segons Ryholt. | 1805–1780 aC                                                         |
| Yaammu Nubwoserre |        | Posició cronològica incerta, aquí es dona segons Ryholt. | 1780–1770 aC                                                         |
| Qareh Khawoserre  |        | Posició cronològica incerta, aquí es dona segons Ryholt. | 1770–1760 aC                                                         |
| Ammu Ahotepre     |        | Posició cronològica incerta, aquí es dona segons Ryholt. | 1760–1745 aC                                                         |
| Sheshi Asehre     |        | Posició cronològica incerta, aquí es dona segons Ryholt. | 1745–1705 aC                                                         |
| Nehesi            |        | Regnat curt, potser un fill de Sheshi.                   | c. 1705 aC                                                           |
| Khakherewre ?     |        |                                                          | ?                                                                    |
| Nebefawre         |        |                                                          | c. 1704 aC                                                           |
| Sehebre ?         |        | Possiblement identificable amb Wazad.                    | ?                                                                    |
| Merdjefare        |        | Possiblement identificable amb Wazad.                    | c. 1699 aC                                                           |
| Sewadjkare III    |        |                                                          | ?                                                                    |
| Nebdjefare        |        |                                                          | c. 1694 aC                                                           |
| Webenre ?         |        |                                                          | ?                                                                    |
| —                 |        |                                                          | ?                                                                    |
| Djefare?          |        |                                                          | ?                                                                    |
| Webenre           |        |                                                          | c. 1690 aC                                                           |
| Sekheperenre      |        | Acreditat per un segell escarabeu.                       | Va regnar durant 2 mesos, en un moment entre el 1690 aC i el 1649 aC |

L'ordre dels següents faraons és incerta.
| Nom      | Imatge | Comentari                                                                     | Data                           |
| -------- | ------ | ----------------------------------------------------------------------------- | ------------------------------ |
| Yakhuber |        | Pot pertànyer a la dinastia XIV, la dinastia XV o ser un vassall dels hicsos. | Entre els segles xvii i XVI aC |
| Wazad    |        | Pot ser identificable amb Sehebre o Merdjefare.                               | c. 1700 aC?                    |

El papir de Torí proporciona un addicional de 25 noms, alguns fragmentaris i sense dates. Cap d'ells està testificat en altres llocs, i tots són de molt dubtosa procedència.

## Segon Període Intermedi

### Dinastia XV
La Dinastia XV va governar entre el 1674 i el 1535 aC. Fou establerta segurament per una nova onada d'asiàtics semites (cananeus del sud i beduïns) que es van establir a l'est del delta on ja governava la Dinastia XIV, formada per hicsos que portaven uns dos segles vivint a Egipte.
| Nom       | Imatge | Comentari                                                                                              | Data                    |
| --------- | ------ | --- | ----------------------- |
| Salitis   |        | | ?–1674 aC               |
| Sakir Har |        | | ?                       |
| Khyan     |        | La posició cronològica Khyan és incerta. Va governar molt probablement a principis d'aquesta dinastia. | 30 – 40 anys de regnat  |
| Apepi     |        | | 40 anys o més de regnat |
| Khamudi   |        | | 1555–1544 aC            |

### Dinastia d'Abidos
El Segon Període Intermedi pot incloure la dinastia d'Abidos que va governar entre el c. 1650 i el 1600 aC. Quatre reis testificats poden ser atribuïts provisionalment a la dinastia Abydos, que es donen aquí sense tenir en compte l'ordre cronològic (desconegut).:
| Nom                           | Imatge | Comentari                                                                                | Data |
| ----------------------------- | ------ | ---------------------------------------------------------------------------------------- | ---- |
| Wepwawemsaf Sekhemreneferkhaw |        | Pot pertànyer a la Dinastia XVI.                                                         |      |
| Pantjeny Sekhemrekhutawy      |        | Pot pertànyer a la Dinastia XVI.                                                         |      |
| Snaaib Menkhawre              |        | Pot pertànyer a la Dinastia XIII.                                                        |      |
| Woseribre Senebkay            |        | Tomba descoberta al 2014. Possiblement identificable amb Woser[...]re del papir de Torí. |      |

### Dinastia XVI
La Dinastia XVI datada entre 1650 i 1580 aC, és una de les dinasties més enigmàtiques de l'Antic Egipte. Es considera en general que foren una dinastia vassalla dels hicsos que va governar a Tebes, o bé una dinastia egípcia independent que va governar a Tebes que fou dominada finalment pels hicsos en temps del faraó Khyan.
| Nom                | Imatge | Comentari                                                                   | Data              |
| ------------------ | ------ | --------------------------------------------------------------------------- | ----------------- |
|                    |        | El nom del primer rei no es visible al papir de Torí i no es pot recuperar. |                   |
| Djehuti            |        |                                                                             | 3 anys de regnat  |
| Sobekhotep VIII    |        |                                                                             | 16 anys de regnat |
| Neferhotep III     |        |                                                                             | 1 any de regnat   |
| Mentuhotep VI      |        | Pot ser un rei de la Dinastia XVII.                                         | 1 any de regnat   |
| Nebiryraw I        |        |                                                                             | 26 anys de regnat |
| Nebiryraw II       |        |                                                                             | 3 mesos de regnat |
| Semenre            |        |                                                                             | 1 any de regnat   |
| Bebiankh           |        |                                                                             | 12 anys de regnat |
| Dedumose I         |        | Pot ser un rei de la Dinastia XIII.                                         |                   |
| Dedumose II        |        |                                                                             |                   |
| Montuemsaf         |        |                                                                             |                   |
| Senusret IV        |        |                                                                             |                   |
| Sekhemre-Shedwaset |        |                                                                             |                   |

La Dinastia XVI també pot haver comprès els regnats dels faraons Sneferankhre Pepi III i Nebmaatre. La seva posició cronològica és incerta.

### Dinastia XVII
La Dinastia XVII va durar entre el 1650 i el 1550 aC.
| Nom                      | Imatge | Comentari                                                               | Data         |
| ------------------------ | ------ | ----------------------------------------------------------------------- | ------------ |
| Sekhemre Wahkhau Rehotep |        |                                                                         | c. 1620 aC   |
| Sobekemsaf I             |        | Va regnar com a mínim 7 anys.                                           | ?            |
| Sobekemsaf II            |        | La seva tomba va ser robada i incendiada durant el regnat de Ramsès IX. | ?            |
| Antef VI                 |        |                                                                         | ?            |
| Antef VII                |        | Va regnar més de 3 anys.                                                | ?            |
| Antef VIII               |        |                                                                         | ?            |
| Tao I                    |        |                                                                         | c. 1558 aC   |
| Tao II                   |        | Va morir en la batalla contra els hicsos.                               | 1558–1554 aC |
| Kamose                   |        |                                                                         | 1554–1549 aC |

Nebmaatre també es pot incloure a la Dinastia 17, però la seva posició cronològica és incerta.

## Regne Nou
El Regne Nou, de vegades referit com a Imperi Egipci, és el període de la Història de l'antic Egipte entre el segle XVI aC i el segle XI aC, que comprèn les dinasties XVIII, XIX, i XX. L'Imperi Nou (1570-1070 aC) va succeir al Segon Període Intermedi i va ser succeït posteriorment pel Tercer Període Intermedi. Va ser l'època més pròspera d'Egipte i va marcar el seu zenit com a potència.

### Dinastia XVIII
La Dinastia XVIII va durar entre c. 1550 fins al 1292 aC, la qual marca l'inici del Regne Nou.
| Nom                    | Imatge | Comentari | Data |
| ---------------------- | ------ | --- | --- |
| Amosis I               |        | El germà i successor de Kamosis, van conquistar el nord d'Egipte als hicsos. | c. 1550–1525 aC; La datació basada en el carboni 14 indica el començament del seu regnat entre els anys 1570–1544 aC, el punt mitjà dels quals és 1557 aC |
| Amenhotep I            |        | | 1541–1520 aC |
| Tuthmosis I            |        | | 1520–1492 aC |
| Tuthmosis II           |        | | 1492–1479 aC |
| Hatshepsut             |        | La segona dona governant coneguda, encara que fos possiblement la setena (es probable els regnats de cinc dones més, però encara està en disputa). L'evidència recent suggereix que ella va morir de càncer d'ossos.                                           | 1479–1458 aC |
| Tuthmosis III          |        | Sovint conegut com al Napoleó d'Egipte. Dominat al principi del seu regnat per la seva madrastra Hatshepsut; després de la seva mort, ell va començar a expandir el domini egipci cap a l'Est.                                                                 | 1479–1425 aC |
| Amenhotep II           |        | | 1425–1400 aC |
| Tuthmosis IV           |        | | 1400–1390 aC |
| Amenhotep III          |        | Va governar Egipte en l'apogeu de la seva glòria, superat tots els faraons en el nombre de monuments construïts i estàtues erigides. El seu temple funerari era el més gran mai construït. Les proves d'ADN recents van demostrar que era l'avi de Tutankamon. | 1390–1352 aC |
| Amenhotep IV Akhenaton |        | Fundador d'una religió solar (Atonisme) que va durar poc temps. El seu nom original significa Amon es complau. | 1352–1334 aC |
| Smenkhkare             |        | La identitat d'aquest individu és dubtós i qüestionable. En general, es creu que pot ser un fill o un gendre d'Akhenaton, però de vegades és identificada com l'esposa d'Akhenaton.                                                                            | 1334–1333 aC |
| Tutankamon             |        | També és conegut com el rei nen. | 1333–1324 aC |
| Kheperkheperure Ay     |        | Assessor proper als dos i potser als tres dels faraons que van governar abans que ell, i es deia que era el poder darrere del tron durant el regnat de Tutankamon.                                                                                             | 1324–1320 aC |
| Horemheb               |        | General de Tutankamon. Va esborrar les imatges de les reines i reis d'Amarna (tots excepte els d'Amenhotep III i de Tiye). | 1320–1292 aC |

### Dinastia XIX
La Dinastia XIX va durar entre el 1292 i els 1186 aC.
| Nom                                | Imatge | Comentari | Data         |
| ---------------------------------- | ------ | --- | ------------ |
| Ramsès I                           |        | | 1292–1290 aC |
| Menmaatre Seti I                   |        | | 1290–1279 aC |
| Ramsès II el Gran                  |        | Va arribar a un punt mort amb els hitites a la batalla de Kadesh en 1275 aC, després de la qual es va signar un tractat de pau al 1258 aC. | 1279–1213 aC |
| Banenre Merenptah                  |        | Una estela que descriu les seves campanyes a Líbia i Canaan conté l'única referència existent a Israel en els arxius de l'antic Egipte.    | 1213–1203 aC |
| Amenmesse                          |        | | 1203–1200 aC |
| Userkheperure Seti II              |        | | 1203–1197 aC |
| Sekhaenre/Akhenre Merenptah Siptah |        | | 1197–1191 aC |
| Satre-merenamun Tausret            |        | Una dona governant també coneguda com a Tawosret en alguns llocs, i que probablement era l'esposa de Seti II.                              | 1191–1190 aC |

### Dinastia XX
La Dinastia XX va durar entre el 1190 i el 1077 aC.
| Nom         | Imatge | Comentari                                                                             | Data         |
| ----------- | ------ | ------------------------------------------------------------------------------------- | ------------ |
| Setnakht    |        |                                                                                       | 1190–1186 aC |
| Ramsès III  |        | Va lluitar contra els Pobles de la Mar al 1175 aC. Va morir assassinat en un complot. | 1186–1155 aC |
| Ramsès IV   |        |                                                                                       | 1155–1149 aC |
| Ramsès V    |        |                                                                                       | 1149–1145 aC |
| Ramsès VI   |        |                                                                                       | 1145–1137 aC |
| Ramsès VII  |        |                                                                                       | 1137–1130 aC |
| Ramsès VIII |        |                                                                                       | 1130–1129 aC |
| Ramsès IX   |        |                                                                                       | 1129–1111 aC |
| Ramsès X    |        |                                                                                       | 1111–1107 aC |
| Ramsès XI   |        |                                                                                       | 1107–1077 aC |

## Tercer Període Intermedi
El Tercer període intermedi d'Egipte transcorregué aproximadament entre el 1077 i el 732 aC).

### Dinastia XXI
Els faraons de la Dinastia XXI van governar des de Tanis, però foren principalment actius només al Baix Egipte que van controlar plena i directament. Se l'anomena Dinastia tanita (o tinita) per la capital Tanis (Tinis). Van governar entre el 1069 i el 943 aC.
| Nom             | Imatge | Comentari                           | Data         |
| --------------- | ------ | ----------------------------------- | ------------ |
| Nesbanebdjed I  |        | També conegut com a Smendes I.      | 1077–1051 aC |
| Amenemnisu      |        |                                     | 1051–1047 aC |
| Psusennes I     |        | També conegut com a Faraó d'argent. | 1047–1001 aC |
| Amenemope       |        |                                     | 1001–992 aC  |
| Osorkon el Vell |        |                                     | 992–986 aC   |
| Siamun          |        |                                     | 986–967 aC   |
| Psusennes II    |        |                                     | 967–943 aC   |

### Dinastia XXII
Els faraons de la Dinastia XXII eren libis i van governar entre el 943 i el 728 aC.
| Nom                   | Imatge | Comentaris                | Dates      |
| --------------------- | ------ | ------------------------- | ---------- |
| Shoshenq I            |        |                           | 943–922 aC |
| Osorkon I             |        |                           | 922–887 aC |
| Sheshonq II           |        |                           | 887–885 aC |
| Takelot I             |        |                           | 885–872 aC |
| Hedjkheperre Harsiese |        | Rei independent de Tebes. | 880–860 aC |
| Osorkon II            |        |                           | 872–837 aC |
| Sheshonq III          |        |                           | 837–798 aC |
| Sheshonq IV           |        |                           | 798–785 aC |
| Pami                  |        |                           | 785–778 aC |
| Sheshonq V            |        |                           | 778–740 aC |
| Osorkon IV            |        |                           | 740–720 aC |

### Dinastia XXIII
La Dinastia XXIII era un grup local d'origen libi, que va governar entre el 837 i c. 735 aC.
| Nom          | Imatge | Comentari | Data       |
| ------------ | ------ | --- | ---------- |
| Takelot II   |        | Anteriorment es pensava que era un faraó de la Dinastia XXII, però actualment es reconeix com el fundador de la Dinastia XXIII. | 837–813 aC |
| Petubastis I |        | Un rebel de Tebes durant el regnat de Takelot II.                                                                               | 826–801 aC |
| Iuput I      |        | Va compartir el poder amb Pedubastis.                                                                                           | 812–811 aC |
| Sheshonq VI  |        | Successor de Pedubastis. | 801–795 aC |
| Osorkon III  |        | Fill de Takelot II; va recuperar Tebes i es va proclamar rei.                                                                   | 795–767 aC |
| Takelot III  |        | Va governar junt al seu pare Osorkon III durant els primers cinc anys del seu regnat.                                           | 773–765 aC |
| Rudamon      |        | Fill petit d'Osorkon III i germà de Takelot III.                                                                                | 765–762 aC |
| Ini          |        | Només va regnar a Tebes. | 762-? aC   |

### Els Libu
No reconeguda com una dinastia com a tal, els Libu eren un grup de nòmades occidentals libis que van ocupar el delta occidental entre el 805 i el 732 aC.
| Nom           | Imatge | Comentari | Data       |
| ------------- | ------ | --------- | ---------- |
| Inamunnifnebu |        |           | 805–795 aC |
| ?             |        |           | 795–780 aC |
| Niumateped    |        |           | 780–755 aC |
| Titaru        |        |           | 763–755 aC |
| Ker           |        |           | 755–750 aC |
| Rudamon       |        |           | 750–745 aC |
| Ankhor        |        |           | 745–736 aC |
| Tefnakht      |        |           | 736–732 aC |

### Dinastia XXIV
La Dinastia XXIV era una dinastia rival de curta durada que es trobava a l'oest del Delta occidental (Sais), amb només dos faraons, i que va durar entre el 732 i el 720 aC
| Nom        | Imatge | Comentari | Data       |
| ---------- | ------ | --------- | ---------- |
| Tefnakht   |        |           | 732–725 aC |
| Bakenrenef |        |           | 725–720 aC |

### Dinastia XXV
La Dinastia XXV fou un període històric de l'Antic Egipte, en el qual el país fou governat per reis d'origen nubià, que van sortir de Napata.
| Nom       | Imatge | Comentari | Data                                              |
| --------- | ------ | --- | ------------------------------------------------- |
| Piye      |        | Rei de Núbia, va conquistar Egipte.                                                                                  | 752–721 aC segons Dan'el Kahn                     |
| Shabaka   |        | | 721–707/706 aC segons Rolf Krauss/David Warburton |
| Shebitku  |        | | 707/706–690 aC segons Dan'el Kahn                 |
| Taharqa   |        | | 690–664 aC                                        |
| Tantamani |        | Perd el control de l'Alt Egipte a l'any 656 aC, quan Psamètic I va estendre la seva autoritat a Tebes en aquell any. | 664–653 aC                                        |

### Dinastia XXVI
La Dinastia XXVI va durar entre el 672 i el 525 aC.
| Nom          | Imatge | Comentari | Data       |
| ------------ | ------ | --- | ---------- |
| Necó I       |        | Va ser assassinat per una força invasora cuixita al 664 aC. Pare de Psamètic I.                                                                | 672–664 aC |
| Psamètic I   |        | Va reunificar Egipte. Fill de Necó I i pare de Necó II.                                                                                        | 664–610 aC |
| Necó II      |        | El molt probable que fos el faraó esmentat en diversos llibres de la Bíblia. Fill de Psamètic I i pare de Psamètic II.                         | 610–595 aC |
| Psamètic II  |        | Fill de Necó II i pare d'Apries. | 595–589 aC |
| Apries       |        | Va fugir Egipte després que Amasis II (que era un general en el moment) es va proclamar faraó després d'una guerra civil. Fill de Psamètic II. | 589–570 aC |
| Amosis II    |        | Va ser l'últim gran governant d'Egipte abans de la conquesta persa. Segons l'historiador grec Heròdot era d'origen comú. Pare de Psamètic III. | 570–526 aC |
| Psamètic III |        | Fill d'Amosis II. Va governar prop de sis mesos abans de ser derrotat pels perses a la batalla de Pelúsion i posteriorment va ser executat.    | 526–525 aC |

## Primer període persa

### Dinastia XXVII
Egipte va ser conquerit per l'Imperi Persa al 525 aC i annexat al seu imperi fins al 404 aC. Els xas aquemènides van ser reconeguts com els faraons en aquesta època, formant la Dinastia XXVII.
| Nom                | Imatge | Comentari                                                               | Data          |
| ------------------ | ------ | ----------------------------------------------------------------------- | ------------- |
| Cambises II        |        | Va enderrocar Psamètic III després de la batalla de Pelúsion al 525 aC. | 525–521 aC    |
| Petubastis III     |        | Un natiu egipci rebel del Delta del Nil.                                | 522/21–520 aC |
| Smerdis (Bardiya)  |        | Fill de Cir II el Gran.                                                 | 522–521 aC    |
| Darios I el Gran   |        |                                                                         | 521–486 aC    |
| Xerxes I el Gran   |        |                                                                         | 486–465 aC    |
| Artaban d'Hircània |        |                                                                         | 465–464 aC    |
| Artaxerxes I       |        |                                                                         | 464–424 aC    |
| Xerxes II          |        |                                                                         | 424–423 aC    |
| Sogdià             |        |                                                                         | 424–423 aC    |
| Darios II          |        |                                                                         | 424–404 aC    |

## Baix Imperi

### Dinastia XXVIII
La Dinastia XXVIII, només va durar sis anys, entre el 404 i el 398 aC, amb un faraó.
| Nom        | Imatge | Comentari                                                                                     | Data       |
| ---------- | ------ | --------------------------------------------------------------------------------------------- | ---------- |
| Amirteu II |        | Descendent dels faraons saïtes de la Dinastia XXVI, encapçalar una revolta contra els perses. | 404–398 aC |

### Dinastia XXIX
La Dinastia XXIX va governar entre el 398 i el 380 aC.
| Nom          | Imatge | Comentari | Data       |
| ------------ | ------ | --- | ---------- |
| Neferites I  |        | També conegut com a Neferites. Va derrotar a Amyrtaeus i el va fer executar.                                   | 398–393 aC |
| Mutis        |        | | 393 aC     |
| Psamutis     |        | | 393 aC     |
| Acoris       |        | Va enderrocar al seu predecessor Psamutis. Pare de Neferites II.                                               | 393–380 aC |
| Neferites II |        | Va ser deposat i probablement assassinat per Nectabeu I després d'haver governat només 4 mesos. Fill d'Acoris. | 380 aC     |

### Dinastia XXX
La Dinastia XXX va governar Egipte des del 380 aC fins al 343 aC, que va caure sota el domini persa.
| Nom         | Imatge | Comentari | Data       |
| ----------- | ------ | --- | ---------- |
| Nectabeu I  |        | També conegut com a Nekhtnebef. Va deposar i probablement assassinar Nefaarud II, començant així l'última dinastia dels egipcis nadius. Pare de Teos. | 380–362 aC |
| Teos        |        | Va governar junt amb el seu pare Nectabeu I fins aproximadament al 365 aC. Va ser enderrocat per Nectabeu II amb l'ajuda d'Agesilau II d'Esparta.     | 362–360 aC |
| Nectabeu II |        | Darrer governant nadiu de l'antic Egipte. | 360–343 aC |

## Segon període persa

### Dinastia XXXI
La Dinastia XXXI, també anomenada Segona dominació persa d'Egipte, transcorre del 343 fins al 332 aC.
| Nom            | Imatge | Comentari                                                 | Data       |
| -------------- | ------ | --------------------------------------------------------- | ---------- |
| Artaxerxes III |        | Egipte va caure sota el domini persa per segona vegada.   | 343–338 aC |
| Arses          |        | Només va regnar en el Baix Egipte.                        | 338–336 aC |
| Khabbash       |        | Faraó rebel que va liderar una invasió a Núbia.           | 338–335 aC |
| Darios III     |        | El Baix Egipte torna sota el control de Persia al 335 aC. | 336–332 aC |

## Període hel·lenístic

### Dinastia argèada
Els macedonis, sota el comandament d'Alexandre el Gran van iniciar el període hel·lenístic amb la conquesta de l'Imperi Persa i d'Egipte. La Dinastia argèada en Egipte va durar des de 332 fins al 309 aC.
| Nom                       | Imatge | Comentari                                 | Data       |
| ------------------------- | ------ | ----------------------------------------- | ---------- |
| Alexandre III el Gran     |        | Conqueridor de l'Imperi Persa i d'Egipte. | 332–323 aC |
| Filip III Arrideu         |        | Germanastre d'Alexandre el Gran.          | 323–317 aC |
| Alexandre IV de Macedònia |        | Fill d'Alexandre el Gran i de Roxana.     | 317–309 aC |

### Dinastia ptolemaica
El segon període hel·lenístic, anomenada Dinastia ptolemaica, va governar entre el 305 aC fins que Egipte es va convertir en província romana al 30 aC.
| Nom                        | Imatge | Comentari | Data              |
| -------------------------- | ------ | --- | ----------------- |
| Ptolemeu I Soter           |        | Va abdicar al 285 aC i morir al 283 aC. | 305–285 aC        |
| Berenice I                 |        | Dona de Ptolemeu I. | ?–285 aC          |
| Ptolemeu II Filadelf       |        | | 288–246 aC        |
| Arsínoe I                  |        | Dona de Ptolemeu II. | 284/281-c. 274 aC |
| Arsínoe II                 |        | Dona de Ptolemeu II. | 277–270 aC        |
| Ptolemeu III Evergetes I   |        | | 246–222 BC        |
| Berenice II                |        | Dona de Ptolemeu III. | 244/243–222 aC    |
| Ptolemeu IV Filopàtor      |        | | 222–204 aC        |
| Arsinoe III                |        | Dona de Ptolemeu IV. | 220–204 aC        |
| Hugronafor                 |        | Faraó rebel contra els ptolemeus. | 205–199 aC        |
| Ankhmakis                  |        | Faraó rebel contra els ptolemeus. | 199–185 aC        |
| Ptolemeu V Epífanes        |        | Alt Egipte en revolta entre el 207 i el 186 aC. | 204–180 aC        |
| Cleòpatra I                |        | Dona de Ptolemeu V, corregent amb Ptolemeu VI durant la seva minoria d'edat. | 193–176 aC        |
| Ptolemeu VI Filomètor      |        | Mort al 145 aC. | 180–164 aC        |
| Cleòpatra II               |        | Dona de Ptolemeu VI. | 175–164 aC        |
| Ptolemeu VIII Evergetes II |        | Proclamat rei pels Alexandrins al 170 aC; governant junt amb Ptolemeu VI Filomètor i Cleòpatra II entre el 169 i el 164 aC. Mort al 116 aC.                                       | 171–163 aC        |
| Ptolemeu VI Filomètor      |        | Egipte va estar sota el control de Ptolemeu VIII entre el 164-163 aC. Ptolemeu VI va ser restaurar a l'any 163 aC.                                                                | 163–145 aC        |
| Cleòpatra II               |        | Casada amb Ptolemeu VIII; va liderar la revolta en contra ell al 131 aC i es va convertir en l'única governant d'Egipte.                                                          | 163–127 aC        |
| Ptolemeu VII Neofilopàtor  |        | Proclamat cogovernant pel pare. Més tard va governar sota la regència de la seva mare Cleòpatra II.                                                                               | 145–144 aC        |
| Ptolemeu VIII Evergetes II |        | Restaurat. | 145–131 aC        |
| Cleòpatra III              |        | Segona eposa de Ptolemeu VIII. | 142–131 aC        |
| Ptolemeu Memfita           |        | Proclamat rei per Cleòpatra II; va ser assassinat al cap de poc per Ptolemeu VIII.                                                                                                | 131 aC            |
| Ptolemeu VIII Evergetes II |        | Restaurat. | 127–116 aC        |
| Cleòpatra III              |        | Restaurada amb Ptolemeu VIII, més tard va ser co-regent amb Ptolemeu IX i Ptolemeu X.                                                                                             | 127–107 aC        |
| Cleòpatra II               |        | Reconciliada amb Ptolemeu VIII, va governar junt amb Cleopatra III i Ptolemeu III fins al 116 aC.                                                                                 | 124–116 aC        |
| Ptolemeu IX Soter II       |        | Mort al 80 aC. | 116–110 aC        |
| Cleòpatra IV               |        | Casada amb Ptolemeu IX, però va ser expulsada per Cleòpatra III. | 116–115 aC        |
| Ptolemeu X Alexandre I     |        | Mort al 88 aC. | 110–109 aC        |
| Berenice III               |        | Obligada a casar-se amb Ptolemeu XI, va ser assassinada per ordre seva 19 dies més tard.                                                                                          | 81–80 aC          |
| Ptolemeu XI Alexandre II   |        | Fill de Ptolemeu X Alexandre I. Sul·la el va nomenar rei d'Egipte per decret i va governar durant 80 dies abans de ser linxat pels ciutadans per haver assassinat a Berenice III. | 80 aC             |
| Ptolemeu XII Auletes       |        | Fill de Ptolemeu IX, mort al 51 aC. | 80– 58 aC         |
| Cleòpatra V Trífena        |        | Esposa de Ptolemeu XII i mare de Berenice IV. | 79–68 aC          |
| Cleòpatra VI               |        | Filla de Ptolemeu XII. | 58–57 aC          |
| Berenice IV                |        | Filla de Ptolemeu XII va ser obligada a casar-se amb Seleuc VII Cibiosactes, que el va estrangular. Governà junt amb Cleòpatra VI fins al 57 aC.                                  | 58–55 aC          |
| Ptolemeu XII Auletes       |        | Restaruat; Va regnar breument amb la seva filla Cleòpatra VII abans de la seva mort.                                                                                              | 55–51 aC          |
| Cleòpatra VII              |        | També coneguda simplement com a Cleòpatra. | 51–30 aC          |
| Ptolemeu XIII Filopàtor    |        | Germà de Cleòpatra VII. | 51-47 aC          |
| Arsinoe IV                 |        | En oposició a Cleòpatra VII. | 48–47 BC          |
| Ptolemeu XIV Filopàtor     |        | Germà petit de Cleòpatra VII i Ptolemeu XIII. | 47–44 aC          |
| Ptolemeu XV Cesarió        |        | Fill de Juli Cèsar i de Cleòpatra VII. Va ser el darrer governant conegut de l'antic Egipte.                                                                                      | 44–30 aC          |

## Província romana
Cleòpatra VII va tenir un romanç amb el dictador romà Juli Cèsar i amb el general romà Marc Antoni, però no va ser fins després del seu suïcidi (després que Marc Antoni fos derrotat per Octavi, que més tard seria l'emperador August) que Egipte va esdevenir una província de Roma l'any 30 aC.
Posteriors emperadors romans se'ls van concedir el títol de faraó, encara que només exclusivament per a Egipte. Una llista de reis egipcis s'enumeren els emperadors romans com faraons fins a l'emperador Deci.